# Großer Preis von Japan 2014
Der Große Preis von Japan 2014 (offiziell 2014 Formula 1 Japanese Grand Prix) fand am 5. Oktober auf dem Suzuka International Racing Course in Suzuka statt und war das 15. Rennen der Formel-1-Weltmeisterschaft 2014. Das Rennen wurde vom schweren Unfall Jules Bianchis überschattet, der neun Monate später seinen schweren Verletzungen erlag.

## Berichte

### Hintergrund
Nach dem Großen Preis von Singapur führte Lewis Hamilton in der Fahrerwertung mit drei Punkten vor Nico Rosberg und 60 Punkten vor Daniel Ricciardo. In der Konstrukteurswertung führte Mercedes mit 174 Punkten vor Red Bull-Renault und mit 292 Punkten vor Williams.
Beim Großen Preis von Japan stellte Pirelli den Fahrern die Reifenmischungen P Zero Hard (orange) und P Zero Medium (weiß) sowie für Nässe Cinturato Intermediates (grün) und Cinturato Full-Wets (blau) zur Verfügung.
Es gab lediglich eine DRS-Zone auf der Start-Ziel-Geraden, der Messpunkt befand sich 50 Meter vor der Casio Triangle.
An der Strecke wurden im Vergleich zum Vorjahr nur Detailänderungen vorgenommen. Auf der Innenseite der 130R wurden TecPro-Barrieren zur Verbesserung der Sicherheit installiert, außerdem wurde der Bereich zwischen 130R und Casio Triangle neu asphaltiert. Zudem wurden die Straßenlaternen an der Außenseite der Spoon versetzt, sie stehen jetzt etwas weiter hinter den Fangzäunen.
Marcus Ericsson (fünf), Bianchi, Kevin Magnussen, Pastor Maldonado (jeweils vier), Valtteri Bottas, Adrian Sutil (jeweils zwei) und Jean-Éric Vergne (einer) gingen mit Strafpunkten ins Rennwochenende.
Mit Sebastian Vettel (viermal), Fernando Alonso (zweimal), Kimi Räikkönen, Hamilton und Jenson Button (jeweils einmal) traten fünf ehemalige Sieger zu diesem Grand Prix an. Alonso und Hamilton gewannen den Großen Preis von Japan jeweils einmal, als das Rennen 2007 und 2008 auf dem Fuji Speedway ausgetragen wurde.
Als Rennkommissare fungierten José Abed (MEX), Paul Gutjahr (CHE), Takashi Mitarashi (JPN) und Mika Salo (FIN).

### Training
Im ersten freien Training war Rosberg am schnellsten vor Hamilton und Alonso. Bei Toro Rosso übernahm Max Verstappen das Cockpit von Vergne. Er kam erstmals an einem Formel-1-Wochenende zum Einsatz und wurde mit 17 Jahren und drei Tagen der jüngste Pilot, der jemals an einem Rennwochenende der Formel-1-Weltmeisterschaft teilgenommen hat. Darüber hinaus übernahm Roberto Merhi den Caterham von Kamui Kobayashi. Verstappen schied kurz vor Trainingsende mit einem Motorschaden aus. Ein ursprünglich geplanter Einsatz von Will Stevens bei Marussia scheiterte aus formellen Gründen.
Im zweiten freien Training übernahm Hamilton die Führung vor Rosberg. Bottas wurde Dritter. Es gab mehrere Zwischenfälle. Kobayashi verlor eingangs der S-Kurven die Kontrolle über sein Fahrzeug. Ricciardo schlug in der letzten Schikane in die Reifenstapel ein. Esteban Gutiérrez rutschte in der Spoon von der Strecke. Magnussen beschädigte den Rasenteppich in der Spoon. Aufgrund eines Elektrikdefekts an Vergnes Fahrzeug in den letzten Minuten wurde das Training vorzeitig beendet.
Im dritten freien Training erzielte Rosberg die Bestzeit vor Hamilton und Alonso. Hamilton fiel durch einen Unfall in der Schlussphase des Trainings aus.

### Qualifying
Das Qualifying bestand aus drei Teilen mit einer Nettolaufzeit von 45 Minuten. Im ersten Qualifying-Segment (Q1) hatten die Fahrer 18 Minuten Zeit, um sich für das Rennen zu qualifizieren. Alle Fahrer, die im ersten Abschnitt eine Zeit erzielten, die maximal 107 Prozent der schnellsten Rundenzeit betrug, qualifizierten sich für den Grand Prix. Die besten 16 Fahrer erreichten den nächsten Teil. Hamilton fuhr die schnellste Runde. Die Marussia-, Caterham- und Lotus-Piloten schieden aus.
Der zweite Abschnitt (Q2) dauerte 15 Minuten. Die schnellsten zehn Piloten qualifizierten sich für den dritten Teil des Qualifyings. Rosberg fuhr die schnellste Runde. Die Sauber-, Force India und Toro Rosso-Piloten schieden aus.
Der finale Abschnitt (Q3) ging über eine Zeit von zwölf Minuten, in denen die ersten zehn Startpositionen vergeben wurden. Rosberg erzielte die Pole-Position schließlich vor Hamilton und Bottas.
Maldonado wurde wegen der Verwendung des sechsten Verbrennungsmotors (Internal Combustion Engine, ICE) um zehn Positionen nach hinten versetzt. Da er nur um fünf Positionen zurückversetzt werden konnte, nahm er eine Strafversetzung von fünf Positionen mit ins nächste Rennen.

### Rennen
Vor dem Rennen regnete es stark, so dass Pérez bereits bei der Fahrt in die Startaufstellung von der Strecke abkam.
Das Rennen wurde wegen des starken Regens hinter dem Safety-Car gestartet. Ericsson drehte sich in der letzten Kurve ins Kiesbett, konnte aber weiterfahren, nachdem ihn die Marshalls zurück auf die Strecke geschoben hatten. Am Ende der dritten Runde wurde das Rennen für etwa 15 Minuten unterbrochen, weil sich zu viel Wasser auf der Strecke befand. Während der Unterbrechung ließ der Regen nach, so dass das Rennen hinter dem Safety-Car fortgesetzt wurde. Bereits nach wenigen hundert Metern musste Alonso sein Fahrzeug am Streckenrand abstellen. Während der folgenden Runden gab es widersprüchliche Aussagen der Fahrer über Funk. Hamilton bat mehrfach um die Freigabe des Rennens, da seiner Meinung nach die Strecke bereits so trocken war, dass ein Wechsel auf Intermediate-Reifen möglich sei. Vettel klagte hingegen bereits bei einer Geschwindigkeit von 80 km/h über Aquaplaning. Als das Rennen in der 10. Runde freigegeben wurde, behielt Rosberg die Führung. Button und Maldonado wechselten als erste Fahrer auf Intermediate-Reifen, als das Safety-Car wieder hinein gekommen war. Die anderen Fahrer zogen in den nächsten Runden nach, Vettel ging durch einen späteren Boxenstopp an Magnussen und Ricciardo vorbei.
Nachdem alle Fahrer auf Intermediate-Reifen gewechselt hatten, lag Rosberg in Führung vor Hamilton, Button, Bottas, Massa, Vettel und Ricciardo. Vettel und Ricciardo konnten kurz darauf an Massa und Bottas vorbeigehen. In Runde 25 war die Strecke soweit abgetrocknet, dass die Rennleitung die Verwendung von DRS auf der Start-Ziel-Geraden freigab.
Hamilton setzte Rosberg schließlich unter Druck, überholte ihn in der 29. Runde und setzte sich ein paar Sekunden von ihm ab. Beide wechselten – wie alle Fahrer – ein weiteres Mal die Reifen, blieben aber auf Intermediates. Bei Buttons Boxenstopp gab es ein Problem, er verlor mehrere Sekunden, so dass Vettel vorbeigehen konnte.
Nachdem der Regen wieder stärker wurde, verlor Sutil in der 41. Runde in der siebten Kurve die Kontrolle über sein Fahrzeug und schlug in die Begrenzung ein. Das Fahrzeug wurde geborgen, ohne das Safety-Car auf die Strecke zu schicken. Während der Bergungsarbeiten verlor Bianchi an derselben Stelle die Kontrolle über sein Fahrzeug und rutschte unter das Bergungsfahrzeug. Dabei brach der Überrollbügel seines Fahrzeuges, Bianchi wurde schwer verletzt. Er wurde an der Strecke behandelt und mit dem Krankenwagen ins Krankenhaus gebracht. Im Krankenhaus wurde er sofort notoperiert und anschließend auf die Intensivstation verlegt. Neun Monate später verstarb Bianchi an den Folgen des Unfalls. Es war der erste Unfall mit tödlichem Ausgang für einen Fahrer bei einem Rennen der Formel-1-Weltmeisterschaft seit dem Großen Preis von San Marino 1994, bei dem Roland Ratzenberger und Ayrton Senna tödlich verunglückten.
Das Rennen wurde währenddessen zunächst hinter dem Safety-Car fortgesetzt. Einige Fahrer wechselten auf die Regenreifen und andere, wie der bis dahin drittplatzierte Vettel, auf neue Intermediates. Button hatte bereits unmittelbar nach dem Unfall von Sutil auf Regenreifen gewechselt und war deshalb hinter Ricciardo zurückgefallen. Hamilton und Rosberg blieben an der Spitze draußen. Hülkenberg blieb am Ende der Boxengasse stehen. In der 46. Runde wurde das Rennen mit der roten Flagge abgebrochen. Als Ergebnis wurde der Stand nach der 44. Runde gewertet. Demnach gewann Hamilton vor Rosberg und Vettel. Ricciardo wurde Vierter, Button Fünfter. Bottas, Massa, Hülkenberg, Vergne und Pérez komplettierten die Top 10. Obwohl Pérez nicht ausgeschieden war, wurde er im offiziellen Endergebnis als nicht im Ziel geführt und auf Platz zehn gewertet. Der Grund dafür war, dass Pérez in der 45. Runde von Hamilton überrundet worden war und damit die 44. Runde nicht beendet hatte, bevor Hamilton seine 46. Runde begonnen hatte. Für Hamilton war es der 30. Sieg in der Formel-1-Weltmeisterschaft.
Maldonado erhielt wegen einer nicht angetretenen Durchfahrtsstrafe eine nachträgliche Zeitstrafe in der Höhe von 20 Sekunden. An seinem Ergebnis – Platz 16 – änderte dies jedoch nichts.
In der Weltmeisterschaft blieben die ersten drei Positionen in beiden Wertungen unverändert.

## Meldeliste
| Team                          | Nr. | Fahrer            | Chassis           | Motor                 | Reifen |
| ----------------------------- | --- | ----------------- | ----------------- | --------------------- | ------ |
| Infiniti Red Bull Racing      | 01  | Sebastian Vettel  | Red Bull RB10     | Renault 1.6 V6T       | P      |
| Infiniti Red Bull Racing      | 03  | Daniel Ricciardo  | Red Bull RB10     | Renault 1.6 V6T       | P      |
| Marussia F1 Team              | 04  | Max Chilton       | Marussia MR03     | Ferrari 1.6 V6T       | P      |
| Marussia F1 Team              | 17  | Jules Bianchi     | Marussia MR03     | Ferrari 1.6 V6T       | P      |
| Mercedes AMG Petronas F1 Team | 06  | Nico Rosberg      | Mercedes F1 W05   | Mercedes-Benz 1.6 V6T | P      |
| Mercedes AMG Petronas F1 Team | 44  | Lewis Hamilton    | Mercedes F1 W05   | Mercedes-Benz 1.6 V6T | P      |
| Scuderia Ferrari              | 07  | Kimi Räikkönen    | Ferrari F14 T     | Ferrari 1.6 V6T       | P      |
| Scuderia Ferrari              | 14  | Fernando Alonso   | Ferrari F14 T     | Ferrari 1.6 V6T       | P      |
| Lotus F1 Team                 | 08  | Romain Grosjean   | Lotus E22         | Renault 1.6 V6T       | P      |
| Lotus F1 Team                 | 13  | Pastor Maldonado  | Lotus E22         | Renault 1.6 V6T       | P      |
| Caterham F1 Team              | 09  | Marcus Ericsson   | Caterham CT05     | Renault 1.6 V6T       | P      |
| Caterham F1 Team              | 10  | Kamui Kobayashi   | Caterham CT05     | Renault 1.6 V6T       | P      |
| Caterham F1 Team              | 45  | Roberto Merhi     | Caterham CT05     | Renault 1.6 V6T       | P      |
| Sahara Force India F1 Team    | 11  | Sergio Pérez      | Force India VJM07 | Mercedes-Benz 1.6 V6T | P      |
| Sahara Force India F1 Team    | 27  | Nico Hülkenberg   | Force India VJM07 | Mercedes-Benz 1.6 V6T | P      |
| Williams Martini Racing       | 19  | Felipe Massa      | Williams FW36     | Mercedes-Benz 1.6 V6T | P      |
| Williams Martini Racing       | 77  | Valtteri Bottas   | Williams FW36     | Mercedes-Benz 1.6 V6T | P      |
| McLaren Mercedes              | 20  | Kevin Magnussen   | McLaren MP4-29    | Mercedes-Benz 1.6 V6T | P      |
| McLaren Mercedes              | 22  | Jenson Button     | McLaren MP4-29    | Mercedes-Benz 1.6 V6T | P      |
| Sauber F1 Team                | 21  | Esteban Gutiérrez | Sauber C33        | Ferrari 1.6 V6T       | P      |
| Sauber F1 Team                | 99  | Adrian Sutil      | Sauber C33        | Ferrari 1.6 V6T       | P      |
| Scuderia Toro Rosso           | 25  | Jean-Éric Vergne  | Toro Rosso STR9   | Renault 1.6 V6T       | P      |
| Scuderia Toro Rosso           | 26  | Daniil Kwjat      | Toro Rosso STR9   | Renault 1.6 V6T       | P      |
| Scuderia Toro Rosso           | 38  | Max Verstappen    | Toro Rosso STR9   | Renault 1.6 V6T       | P      |

Anmerkungen
1. 1 2  Der Caterham mit der Startnummer 45 wurde im ersten freien Training für Merhi eingesetzt. Kobayashi übernahm das Fahrzeug anschließend für das restliche Rennwochenende mit seiner Startnummer 10.
2. 1 2  Der Toro Rosso mit der Startnummer 38 wurde im ersten freien Training für Verstappen eingesetzt. Vergne übernahm das Fahrzeug anschließend für das restliche Rennwochenende mit seiner Startnummer 25.

## Klassifikationen

### Qualifying
| Pos.                                                                      | Fahrer            | Konstrukteur         | Q1       | Q2       | Q3       | Start |
| ------------------------------------------------------------------------- | ----------------- | -------------------- | -------- | -------- | -------- | ----- |
| 01                                                                        | Nico Rosberg      | Mercedes             | 1:33,671 | 1:32,950 | 1:32,506 | 01    |
| 02                                                                        | Lewis Hamilton    | Mercedes             | 1:33,611 | 1:32,982 | 1:32,703 | 02    |
| 03                                                                        | Valtteri Bottas   | Williams-Mercedes    | 1:34,301 | 1:33,443 | 1:33,128 | 03    |
| 04                                                                        | Felipe Massa      | Williams-Mercedes    | 1:34,483 | 1:33,551 | 1:33,527 | 04    |
| 05                                                                        | Fernando Alonso   | Ferrari              | 1:34,497 | 1:33,675 | 1:33,740 | 05    |
| 06                                                                        | Daniel Ricciardo  | Red Bull-Renault     | 1:35,593 | 1:34,466 | 1:34,075 | 06    |
| 07                                                                        | Kevin Magnussen   | McLaren-Mercedes     | 1:34,930 | 1:34,229 | 1:34,242 | 07    |
| 08                                                                        | Jenson Button     | McLaren-Mercedes     | 1:35,150 | 1:34,648 | 1:34,317 | 08    |
| 09                                                                        | Sebastian Vettel  | Red Bull-Renault     | 1:35,517 | 1:34,784 | 1:34,432 | 09    |
| 10                                                                        | Kimi Räikkönen    | Ferrari              | 1:34,984 | 1:34,771 | 1:34,548 | 10    |
| 11                                                                        | Jean-Éric Vergne  | Toro Rosso-Renault   | 1:35,155 | 1:34,984 | –        | 20    |
| 12                                                                        | Sergio Pérez      | Force India-Mercedes | 1:35,439 | 1:35,089 | –        | 11    |
| 13                                                                        | Daniil Kwjat      | Toro Rosso-Renault   | 1:35,210 | 1:35,092 | –        | 12    |
| 14                                                                        | Nico Hülkenberg   | Force India-Mercedes | 1:35,000 | 1:35,099 | –        | 13    |
| 15                                                                        | Adrian Sutil      | Sauber-Ferrari       | 1:35,736 | 1:35,364 | –        | 14    |
| 16                                                                        | Esteban Gutiérrez | Sauber-Ferrari       | 1:35,308 | 1:35,681 | –        | 15    |
| 17                                                                        | Pastor Maldonado  | Lotus-Renault        | 1:35,917 | –        | –        | 22    |
| 18                                                                        | Romain Grosjean   | Lotus-Renault        | 1:35,984 | –        | –        | 16    |
| 19                                                                        | Marcus Ericsson   | Caterham-Renault     | 1:36,813 | –        | –        | 17    |
| 20                                                                        | Jules Bianchi     | Marussia-Ferrari     | 1:36,943 | –        | –        | 18    |
| 21                                                                        | Kamui Kobayashi   | Caterham-Renault     | 1:37,015 | –        | –        | 19    |
| 22                                                                        | Max Chilton       | Marussia-Ferrari     | 1:37,481 | –        | –        | 21    |
| 107-Prozent-Zeit: 1:40,163 min (bezogen auf Q1-Bestzeit von 1:33,611 min) |                   |                      |          |          |          |       |

Anmerkungen
1. ↑  Vergne wurde wegen der Verwendung des sechsten Verbrennungsmotors (Internal Combustion Engine, ICE) um zehn Positionen nach hinten versetzt.
2. ↑  Maldonado wurde wegen der Verwendung des sechsten Verbrennungsmotors (Internal Combustion Engine, ICE) um zehn Positionen nach hinten versetzt. Da er nur um fünf Positionen zurückversetzt werden konnte, wird er eine Strafversetzung von fünf Positionen mit ins nächste Rennen nehmen.

### Rennen
| Pos. | Fahrer            | Konstrukteur         | Runden | Stopps | Zeit        | Start | Schnellste Runde |
| ---- | ----------------- | -------------------- | ------ | ------ | ----------- | ----- | ---------------- |
| 01   | Lewis Hamilton    | Mercedes             | 44     | 3      | 1:51:43,021 | 02    | 1:51,600 (39.)   |
| 02   | Nico Rosberg      | Mercedes             | 44     | 3      | + 9,180     | 01    | 1:52,551 (15.)   |
| 03   | Sebastian Vettel  | Red Bull-Renault     | 44     | 3      | + 29,122    | 09    | 1:51,915 (32.)   |
| 04   | Daniel Ricciardo  | Red Bull-Renault     | 44     | 3      | + 38,818    | 06    | 1:52,231 (38.)   |
| 05   | Jenson Button     | McLaren-Mercedes     | 44     | 4      | + 1:07,550  | 08    | 1:51,721 (33.)   |
| 06   | Valtteri Bottas   | Williams-Mercedes    | 44     | 3      | + 1:53,773  | 03    | 1:54,103 (41.)   |
| 07   | Felipe Massa      | Williams-Mercedes    | 44     | 3      | + 1:55,126  | 04    | 1:53,450 (39.)   |
| 08   | Nico Hülkenberg   | Force India-Mercedes | 44     | 4      | + 1:55,948  | 13    | 1:52,814 (28.)   |
| 09   | Jean-Éric Vergne  | Toro Rosso-Renault   | 44     | 3      | + 2:07,638  | 20    | 1:53,562 (35.)   |
| 10   | Sergio Pérez      | Force India-Mercedes | 43     | 4      | DNF         | 11    | 1:53,556 (27.)   |
| 11   | Daniil Kwjat      | Toro Rosso-Renault   | 43     | 4      | + 1 Runde   | 12    | 1:54,021 (25.)   |
| 12   | Kimi Räikkönen    | Ferrari              | 43     | 5      | + 1 Runde   | 10    | 1:52,426 (36.)   |
| 13   | Esteban Gutiérrez | Sauber-Ferrari       | 43     | 3      | + 1 Runde   | 15    | 1:55,372 (40.)   |
| 14   | Kevin Magnussen   | McLaren-Mercedes     | 43     | 5      | + 1 Runde   | 07    | 1:53,510 (38.)   |
| 15   | Romain Grosjean   | Lotus-Renault        | 43     | 5      | + 1 Runde   | 16    | 1:55,302 (28.)   |
| 16   | Pastor Maldonado  | Lotus-Renault        | 43     | 4      | + 1 Runde   | 22    | 1:54,702 (26.)   |
| 17   | Marcus Ericsson   | Caterham-Renault     | 43     | 4      | + 1 Runde   | 17    | 1:54,669 (27.)   |
| 18   | Max Chilton       | Marussia-Ferrari     | 43     | 3      | + 1 Runde   | 21    | 1:56,472 (25.)   |
| 19   | Kamui Kobayashi   | Caterham-Renault     | 43     | 5      | + 1 Runde   | 19    | 1:55,641 (29.)   |
| 20   | Jules Bianchi     | Marussia-Ferrari     | 41     | 3      | DNF         | 18    | 1:55,985 (27.)   |
| 21   | Adrian Sutil      | Sauber-Ferrari       | 40     | 4      | DNF         | 14    | 1:55,753 (25.)   |
| –    | Fernando Alonso   | Ferrari              | 2      | –      | DNF         | 05    | –                |

## WM-Stände nach dem Rennen
Die ersten zehn des Rennens bekamen 25, 18, 15, 12, 10, 8, 6, 4, 2 bzw. 1 Punkt(e).

### Fahrerwertung
| Pos. | Fahrer           | Konstrukteur         | Punkte |
| ---- | ---------------- | -------------------- | ------ |
| 01   | Lewis Hamilton   | Mercedes             | 266    |
| 02   | Nico Rosberg     | Mercedes             | 256    |
| 03   | Daniel Ricciardo | Red Bull-Renault     | 193    |
| 04   | Sebastian Vettel | Red Bull-Renault     | 139    |
| 05   | Fernando Alonso  | Ferrari              | 133    |
| 06   | Valtteri Bottas  | Williams-Mercedes    | 130    |
| 07   | Jenson Button    | McLaren-Mercedes     | 82     |
| 08   | Nico Hülkenberg  | Force India-Mercedes | 76     |
| 09   | Felipe Massa     | Williams-Mercedes    | 71     |
| 10   | Sergio Pérez     | Force India-Mercedes | 46     |
| 11   | Kimi Räikkönen   | Ferrari              | 45     |
| 12   | Kevin Magnussen  | McLaren-Mercedes     | 39     |

| Pos. | Fahrer            | Konstrukteur       | Punkte |
| ---- | ----------------- | ------------------ | ------ |
| 13   | Jean-Éric Vergne  | Toro Rosso-Renault | 21     |
| 14   | Romain Grosjean   | Lotus-Renault      | 8      |
| 15   | Daniil Kwjat      | Toro Rosso-Renault | 8      |
| 16   | Jules Bianchi     | Marussia-Ferrari   | 2      |
| 17   | Adrian Sutil      | Sauber-Ferrari     | 0      |
| 18   | Marcus Ericsson   | Caterham-Renault   | 0      |
| 19   | Pastor Maldonado  | Lotus-Renault      | 0      |
| 20   | Esteban Gutiérrez | Sauber-Ferrari     | 0      |
| 21   | Max Chilton       | Marussia-Ferrari   | 0      |
| 22   | Kamui Kobayashi   | Caterham-Renault   | 0      |
| –    | André Lotterer    | Caterham-Renault   | 0      |

### Konstrukteurswertung
| Pos. | Konstrukteur         | Punkte |
| ---- | -------------------- | ------ |
| 01   | Mercedes             | 522    |
| 02   | Red Bull-Renault     | 332    |
| 03   | Williams-Mercedes    | 201    |
| 04   | Ferrari              | 178    |
| 05   | Force India-Mercedes | 122    |
| 06   | McLaren-Mercedes     | 121    |

| Pos. | Konstrukteur       | Punkte |
| ---- | ------------------ | ------ |
| 07   | Toro Rosso-Renault | 29     |
| 08   | Lotus-Renault      | 8      |
| 09   | Marussia-Ferrari   | 2      |
| 10   | Sauber-Ferrari     | 0      |
| 11   | Caterham-Renault   | 0      |